# Max Montana
Max Montana Hoetzel (Nueva York, Nueva York, 11 de enero de 1996) es un baloncestista estadounidense que actualmente se encuentra sin equipo, tras jugar en Keflavík de la Úrvalsdeild karla de Islandia. Con 2,06 metros de estatura, juega en la posición de alero.

## Trayectoria deportiva

### Universidad
Jugó una temporada con los Hoosiers de la Universidad de Indiana, en la que promedió 2,3 puntos y 1,3 rebotes por partido, tras la cual pidió ser transferido. Después de cumplir el año en blanco que impone la NCAA, Jugó dos temporadas más con los Aztecs de la Universidad Estatal de San Diego, en las que mejoró sus números hasta los 7,3 puntos y 3,4 rebotes por encuentro.
Al término de su temporada júnior se declaró elegible para el Draft de la NBA, renunciando a su último año universitario.

### Profesional
Tras no ser elegido en el draft de la NBA de 2018, firmó su primer contrato profesional en el mes de julio con los Gießen 46ers de la Basketball Bundesliga alemana, Disputó 13 partidos, promediando 5,5 puntos y 1,4 rebotes.
En 1 de febrero de 2019 deja los 46ers para fichar por el también equipo alemán del Hamburg Towers, donde acabó la temporada promediando 8,4 puntos y 4,0 rebotes por partido.
El 26 de octubre de 2019 fue elegido en la duodécima posición de la terdera ronda del Draft de la NBA G League por los Greensboro Swarm, donde jugó hasta febrero, mes en el que fue despedido, promediando 3,7 puntos y 1,9 rebotes.
Montana se unió al Keflavík de la Úrvalsdeild karla de Islandia a comienzos de febrero de 2021, pero el 17 de marzo se anunció su desvinculación del club. Solo llegó a jugar 6 partidos oficiales.
Desde agosto de 2021 forma parte de Los Ángeles, un equipo de baloncesto 3x3 que ha competido en el 3X Red Bull y en el Tour Mundial de Baloncesto 3x3.

## Vida privada
Montana es hijo de un matrimonio formado por un hombre de nacionalidad alemana y una mujer de nacionalidad danesa que emigraron a los Estados Unidos. Su nombre de nacimiento era Max Montana Hoetzel, pero en 2017 eliminó su apellido Hoetzel, sustituyéndolo por su segundo nombre Montana.
Tiene dos hermanas: Zoë Montana Hoetzel, cantautora de pop conocida como Zolita, y Luna Montana, youtuber y bailarina.